# 图特林根
图特林根（德語：Tuttlingen，發音：[ˈtʊtlɪŋən] ⓘ）是德国巴登-符腾堡州弗赖堡行政区图特林根县的城市，也是图特林根县的县治，面积90.45平方千米，2023年12月31日人口为37,784人。